# Бахрейнская синагога
Бахрейнская синагога — синагога, располагающаяся на Авеню Саса’а (Sasa’ah Avenue) в небогатом торговом квартале Манамы, столице Бахрейна. До открытия центра Авраамических религий в Абу-Даби в марте 2023 года, это была единственная синагога на территории арабских стран Персидского залива.

## Обзор
Непримечательное бежевое сооружение, которое не может быть идентифицировано снаружи как еврейский молельный дом, больше не используется. Еврейская община Бахрейна насчитывает примерно 35 человек и может с трудом набрать миньян для молитвы. Тем не менее Бахрейн является единственной арабской страной Персидского залива, в которой есть какая-либо еврейская община или синагога. Община также поддерживает небольшое еврейское кладбище.

## История
В конце XIX века евреи из Ирака, некоторые евреи из Ирана и Индии осели в Бахрейне и основали в столице королевства синагогу. После принятия в 1947 году плана ООН по разделу Палестины, который подразумевал раздел Британского мандата в Палестине на еврейское и арабское государства, случились трёхдневные протесты и демонстрации. На третий день начались бунты. Еврейские дома были разграблены, и единственная синагога на острове в столице Манаме была сравнена с землей иностранными арабскими бунтарями. Несмотря на то, что повышение напряжённости привело к эмиграции бахрейнских евреев в Великобританию и США, оставшиеся в Манаме евреи построили потом новую синагогу.
В последние годы синагога не использовалась по назначению, и еврейская община хотела использовать здание для других нужд или передать его на благотворительность, но правительство не разрешило бы это сделать. Власти настояли, чтобы в этом здании была синагога и впредь.
В 2006 году у здания начала проваливаться крыша, и Абрахам Давид Нону, неофициальный лидер еврейской общины и член бахрейнской шуры 40 человек, или парламентского совета, взял на себя финансирование ремонта синагоги, хотя бахрейнский кронпринц шейх Салман ибн Хамад ибн Иса Аль Халифа предложил оплатить строительство новой синагоги на этом же месте.
В это же время правительство предложило еврейской общине участок земли, на котором можно было бы построить новое здание синагоги взамен разрушенного в 1948 году.